# Hypechusa purpurascens
Hypechusa purpurascens là một loài thực vật có hoa trong họ Đậu. Loài này được (DC.) Alef. mô tả khoa học đầu tiên năm 1860.